# Protister
Protister är enkla, oftast encelliga, eukaryota organismer som varken är svampar, växter, eller djur. Gruppen omfattar bland annat protozoer, slemsvampar och olika former av alger. Protister (Protista), utgjorde i den äldre systematiken ett eget rike, men gruppen är inte i modern mening monofyletisk, utan parafyletisk. Det betyder att protisterna inte är närmare släkt med varandra än de är med andra eukaryoter, som växter och djur.
Protister spelar en fundamental roll i både terrestra och marina ekosystem. Mikroalger är till exempel viktiga primärproducenter i haven medan många andra protister är predatorer och kontrollerar på så sätt populationen av mikroorganismer. Många protister är också parasiter på djur, ett exempel på detta är malariaparasiten Plasmodium. Andra angriper växter, som potatisbladmögel (Phytophthora infestans).
Vetenskapen om protister kallas för protistologi.

## Traditionell klassificering
De senaste 110 åren, fram till nyligen[när?], delades protisterna upp i olika grupper baserat på likheter med de andra eukaryotrikena: 
1. Protozoer, djurliknande
2. Alger, växtliknande
3. Slemsvampar, svampliknande

Det fanns betydande överlapp mellan dessa grupper och numera görs den systematiska indelningen med utgångspunkt från härkomst (fylogeni), vilket gör att begreppet "protister" inte längre är meningsfullt som systematiskt begrepp.[källa behövs]

## Fylogenetisk klassificering

En modern hypotes om eukaryoternas släktskap.

Klassificeringen av de forna protisterna är fortfarande stadd i relativt snabb förändring. Systematiker arbetar med att definiera monofyletiska grupper, baserade på genetiska data, biokemi och mikroskopiska strukturer. Eftersom protisterna i sin helhet är en parafyletisk grupp, tenderar de nya systemen dela in dem på helt nya sätt, där vissa grupperas med djur och svampar, medan andra grupperas med växter.  
Senare arbete, främst med DNA-data, börjar konvergera mot en indelning av eukaryota organismer i följande fem supergrupper, även om alla detaljer mellan och inom grupperna inte är helt klarlagda.:
| Opisthokonta   | Djur, svampar, choanoflagellater, etc.       |
| Amoebozoa      | De flesta amöbor och slemsvampar             |
| SAR            | Stramenopiles, Alveolata och Rhizaria        |
| Excavata       | Diverse flagellater                          |
| Archaeplastida | Växter, grönalger, rödalger, och glaukofyter |

”Protisterna” är alltså uppsplittrade mellan fem nya grupper, där de blandas med de andra traditionella rikena av eukaryoter.